# Tehung
Tehung (hangul: 대흥군, Tehung-kun, handzsa: 大興郡, RR: Taehŭng-kun, ’nagy virágzás’) megye Észak-Koreában, Dél-Phjongan (P'yŏngan) tartományban.
1914-ben egyesítették Thebek-mjon (태백면, 太白面, T'aebaek-myŏn) és Csanghung-mjon (장흥면, 長興面, Changhŭng-myŏn) falvakat Tehung-mjon (대흥면, 大興面, Taehŭng-myŏn) néven. Az eredetileg használt „óriási” jelentésű the (태, 太, t'ae) helyett a „nagy” jelentésű te (대, 大, tae) előtagra módosították a falu nevét. 1952-ben megyei rangra emelték. 1954 októberében területének egy jelentős részét Njongvon (Nyongwon) megyéhez csatolták, Tehung (Taehŭng) megye pedig Dél-Hamgjong (Hamgyong) tartomány része lett. 1972 novemberében visszakerült Dél-Phjongan (P'yŏngan) tartományhoz.

## Földrajza
Nyugatról Njongvon (Nyŏngwŏn) megye, északnyugatról Csagang (Chagang) tartomány Tongsin (Tongsin) és Rjongnim (Ryongrim) megyéi, északkeletről Dél-Hamgjong (Hamgyŏng) tartomány Csangdzsin (Changjin) megyéje, keletről Jonggvang (Yŏnggwang) megye, Hamhung (Hamhŭng) város és Hamdzsu (Hamju) megye, délkeletről Csongphjong (Chŏngp'yŏng) megye, délről pedig Jodok (Yodŏk) megye határolja.
Legmagasabb pontja a 2186 méter magas Rangrimszan (랑림산; 狼林山, Rangrimsan).

## Közigazgatása
1 községből (up (ŭp)), 16 faluból (ri (ri)) és 1 munkásnegyedből (rodongdzsagu (rodongjagu)) áll:
| - Tehung-up (대흥읍; 大興邑, Taehŭng-ŭp) - Kvangthong-ri (광통리; 廣通里, Kwangt'ong-ri) - Kumszong-ri (금성리; 錦城里, Kŭmsŏng-ri) - Tedong-ri (대동리; 大同里, Taedong-ri) - Tokhung-ri (덕흥리; 德興里, Tŏkhŭng-ri) - Tohung-ri (도흥리; 都興里, Tohŭng-ri) - Rangnim-ri (랑림리; 狼林里, Rangrim-ri) - Rjongphjong-ri (룡평리; 龍坪里, Ryongp'yŏng-ri) - Munszam-ri (문삼리; 文三里, Munsam-ri) | - Pokhung-ri (복흥리; 福興里, Pokhŭng-ri) - Szobek-ri (소백리; 小白里, Sobaek-ri) - Sinnam-ri (신남리; 新南里, Sinnam-ri) - Unhung-ri (운흥리; 雲興里, Unhŭng-ri) - Illjong-ri (인룡리; 仁龍里, Inryong-ri) - Cshanghjon-ri (창현리; 昌峴里, Ch'anghyŏn-ri) - Phjonghva-ri (평화리; 平和里, P'yŏnghwa-ri) - Hukszu-ri (흑수리; 黑水里, Hŭksu-ri) - Kjongszu-rodongdzsagu (경수로동자구; 鯨水勞動者區, Kyŏngsu-rodongjagu) |

## Gazdaság
Tehung (Taehŭng) megye gazdasága erdőgazdálkodásra, fafeldolgozásra, élelmiszeriparra, hétköznapi cikkek gyártására és textiliparra épül.

## Oktatás
Tehung (Taehŭng) megye 1 mezőgazdasági főiskolának, 13 középiskolának, 17 általános iskolának emellett más oktatási és művelődési intézménynek ad otthont.

## Egészségügy
A megye megközelítőleg 30 egészségügyi intézménnyel rendelkezik, köztük egy megyei szintű kórházzal, illetve helyi szanatóriumokkal.

## Közlekedés
A megye közutakon a szomszédos helységek felől közelíthető meg. A megye vasúti kapcsolattal nem rendelkezik.